# Kurihara Sadako
Kurihara Sadako (japanisch 栗原 貞子, wirklicher Name: Doi Sadako 土居貞子; geboren 4. März 1913 in Hiroshima Präfektur Hiroshima; gestorben 6. März 2005) war eine japanische Dichterin, Überlebende des Atombombenabwurfs auf Hiroshima und Friedensaktivistin. Sie ist neben Hara Tamiki und Ōta Yōko eine Vertreterin der ersten Generation der Atombombenliteratur (gembaku bungaku), die selbst vom Abwurf betroffen war und in deren Werk sich die Verarbeitung des Erlebten widerspiegelt. Bekannt ist Sadako Kurihara vor allem für ihre beiden Gedichte Umashimenkana (Helft den Gebärenden!) und Hiroshima to iu toki (Wenn wir Hiroshima sagen).

## Leben und Schaffen
Kurihara wurde als zweite Tochter einer Bauernfamilie geboren. Sie besuchte die Kabe Oberschule und begann mit 17 Jahren Gedichte und Tanka zu schreiben. Von 1930 an begann sie erste Gedichte in der Zeitschrift Shojorin (処女林) zu veröffentlichen. Sie gehörte zu diesem Zeitpunkt der Tanka-Reformbewegung (短歌革新運動) an. 1931 lernte sie Tadaichi Kurihara kennen, der Verbindungen zu den in Japan verfolgten Linken besaß und nach dem Kantō-Erdbeben von Tokio nach Hiroshima gezogen war. Gemeinsam lebten die beiden eine Weile in Matsuyama in Shikoku, bevor sie 1934 heimlich heirateten. 1932 bekamen sie einen Sohn, Testuya, 1935 dann ihre Tochter Mariko und sie eröffneten zwei Jahre später in Kinya-chō einen Eisen- und Porzellanwarenladen, den sie 1944 aufgrund von Warenmangel wieder schlossen. Im Mai des gleichen Jahres zog die Familie nach Gion-machi um. Im Oktober 1938 wurde hier ihre zweite Tochter Junko geboren. 1942 schrieb sie das Gedicht Kuroi tamago.
In Gion-machi erlebte Kurihara ca. vier Kilometer vom Ground Zero entfernt den Abwurf der Atombombe auf Hiroshima. Ihr Mann Tadaichi, der zuvor auf einem Lazarettschiff gedient hatte, wurde zu Rettungsmaßnahmen herangezogen und geriet in den „Schwarzen Regen“. Aus dieser Zeit stammt Kuriharas Gedicht „Helft den Gebärenden“, das die Geburt eines Kindes im Untergeschoss einer Hochhausruine, eines Postamtes in Senda-machi, zum Gegenstand hat. Kurihara gab 1981 in einem Artikel der Lyrikzeitschrift Chūgoku Bunka, die von ihrem Mann herausgegeben worden war, an, von diesem Ereignis hitozute, dem Hörensagen nach, erfahren zu haben. Nach dem Koreakrieg traf Kurihara bei einer Demonstration Mikiko Hirano, die ihr von der Geburt ihrer Nichte Kazuko Kojima unter ähnlich widrigen Umständen berichtete, wie sie im Gedicht dargestellt waren. Das Gedicht wurde damit Ausdruck von Hoffnung einerseits wie auch dem unmittelbar Erlebten andererseits. Das Gedicht trägt zudem den Untertitel Genshibakudan hiwa (原子爆弾秘話, etwa „Atombombe eine wenig bekannte Geschichte“). Angedeutet sind damit schon einige grundlegende Probleme, mit denen sich Kurihara als Friedens- und Antiatomkraftaktivistin befassen wird. Durch den Press Code der amerikanischen Militärverwaltung werden alle Informationen zum Abwurf bis 1952 zensiert. Die Folge war eine bis zur Gegenwart andauernde Stigmatisierung der Hibakusha. Die Betroffenen blieben mit dem Erlebten allein und insbesondere die Frauen mit ihrer Sorge missgebildete Kinder zur Welt zu bringen.
Kurihara hatte gemeinsam mit ihrem Mann und Tamiki Hosoda kurze Zeit nach dem Abwurf die Chūgoku Bunka Renmei (中国文化連盟, etwa: „Bund für chinesische Kultur“) gegründet, die 1946 eine Sondernummer zum Atombombenabwurf herausbrachte. Im gleichen Jahr veröffentlichte Kurihara auch ihre erste Gedichtsammlung unter dem Titel Kuroi tamago, die zensiert wurde. Erst die Neuauflage 1983 umfasste alle Gedichte.
Von 1950 an begann Kurihara eine Vielzahl von Essays zu schreiben. 1962 nahm Kurihara an einer internationalen Konferenz gegen Atom- und Wasserstoffbomben teil. In der Folge veröffentlichte sie 1967 unter dem Titel I bear witness for Hiroshima Gedichte in englischer Sprache. Ihre Gedichte und Essays wurden jedoch nur gelegentlich und vornehmlich in lokalen Zeitungen abgedruckt, sodass sie der Literaturwelt unbekannt bleibt. Sie wurde als unwesentliche Schriftstellerin behandelt, allzumal ihr Engagement zu sehr mit tabuisierten Themen befasst. Kurihara hingegen wurde nicht müde in ihren Essays eine vollständige nukleare Abrüstung zu fordern und sich für den Frieden einzusetzen. Beispielhaft sei hier genannt der Essay Kakubunmei kara hikaku bunmei e (核文明から非核文明へ, „From nuclear civilization to nonnuclear civilization“).
Kurihara hatte zudem keine Vorbehalte auch japanische Gräueltaten und militärische Irrtümer anzusprechen. Dies Haltung kommt deutlich in ihrem 1972 entstandenen Gedicht „Wenn wir Hiroshima sagen“ zum Ausdruck.
Kurihara starb 2005 zuhause im Alter von 92 Jahren. 2008 eröffnete in der Bibliothek der Jogakuin Universität in Hiroshima eine Ausstellung mit Manuskripten von Kurihara, zusammengestellt von ihrer Tochter Mariko. 2009 folgte die Eröffnung der Kurihara-Sadako-Friedensbibliothek (栗原貞子記念平和文庫).
Kurihara wurde 1990 mit dem Tanimoto-Kiyoshi-Friedenspreis ausgezeichnet.

### Wenn wir Hiroshima sagen
| Japanisch | Transkription | Übersetzung | Übersetzung |
| --- | --- | --- | --- |
| 〈ヒロシマ〉というとき 〈ああ ヒロシマ〉と やさしくこたえてくれるだろうか 〈ヒロシマ〉といえば〈パール・ハーバー〉 〈ヒロシマ〉といえば〈南京虐殺〉 〈ヒロシマ〉といえば 女や子供を 壕のなかにとじこめ ガソリンをかけて焼いたマニラの火刑 〈ヒロシマ〉といえば 血と炎のこだまが 返って来るのだ 〈ヒロシマ〉といえば 〈ああ ヒロシマ〉とやさしくは 返ってこない アジアの国々の死者たちや無告の民が いっせいに犯されたものの怒りを 噴き出すのだ 〈ヒロシマ〉といえば 〈ああヒロシマ〉と やさしくかえってくるためには 捨てた筈の武器を ほんとうに 捨てねばならない 異国の基地を撤去せねばならない その日までヒロシマは 残酷と不信のにがい都市だ 私たちは潜在する放射能に 灼かれるパリアだ 〈ヒロシマ〉といえば 〈ああヒロシマ〉と やさしいこたえが かえって来るためには わたしたちは わたしたちの汚れた手を きよめねばならない | Hiroshima to iu toki Ā Hiroshima yasashiku taete kure darōka? Hiroshima to iieba Pāru Hābā Hiroshima to iieba Nanking gyakusatsu Hiroshima to iieba onna ya kodomo o hori no naka ni tojikome gasorin o kakete yaita Manira no kakei Hiroshima to iieba chi to honoo no kodama ga kaette kuru no da. Hiroshima to iieba Ā Hiroshima to yasashiku wa kaette konai Ajia no kuniguni no shishatachi ya mukoku no tami ga issei ni okasareta mono no ikarita fukidasu no da Hiroshima to iieba Ā Hiroshima to yasashiku kaette kuru tame ni wa sudeta hazu no buki o hontō ni sutenebaranai ikoku no kichi o tekkyosenebaranai sono hi made Hiroshima wa zangoku to fushin noni gai toshi da watashitachi wa senzaisuru hōshanō ni yakareru paria da. Hiroshima to iieba Ā Hiroshima yasashii kotae ga kaette kuru tame ni wa watashitachi wa watashitachi no yogoreta te o kiyomenebanarani. | Wenn wir Hiroshima sagen Wenn wir Hiroshima sagen: Glaubt ihr ein ergriffenes „Ah, Hiroshima!“ würde uns darauf erwidert? Auf Hiroshima heißt es Pearl Harbor, Auf Hiroshima heißt es Nanking Massaker, Auf Hiroshima heißt es: Und in Manila das Feuergericht, die Frauen und Kinder, eingepfercht in Gräben, die ihr übergossen habt mit Sprit, um sie zu verbrennen? Auf Hiroshima schlägt uns aus Blut und Flammen ein Echo entgegen. Wenn wir Hiroshima sagen, da wird uns kein ergriffenes „Ah, Hiroshima!“ erwidert; Da bricht aus den Völkern Asiens, bricht aus ihren Toten, aus ihren Verstummten mit einer Stimme der Zornschrei der Geschändeten. Wenn wir Hiroshima sagen: Um darauf ein ergriffenes „Ah, Hiroshima!“ zu hören, müssen wir die Waffen, wie wir sollten, abgeschafft, müssen wir die fremden Stützpunkte beseitigt haben. bis zu jenem Tag bleibt Hiroshima eine Stadt, bitter von Grauen und von Verrat, bleiben wir in latenter Strahlung brennende Parias. Wenn wir Hiroshima sagen: Damit uns darauf ein ergriffenes „Ah, Hiroshima!“ erwidert wird, müssen zuerst wir selber unsere schmutzigen Hände säubern. | Sag ich: Hiroshima Sag ich: Hiroshima wird mir dann mitfühlend entgegnet: Ja, Hiroshima? Hiroshima das ist auch Pearl Harbor Hiroshima das ist auch das Massaker von Nanking Hiroshima das ist auch der Feuertod von Manila wo Frauen und Kinder in Gräben getrieben, mit Benzin übergossen und verbrannt wurden bei lebendigem Leibe Sag ich: Hiroshima hör ich ein Echo von Flammen und Blut. Sag ich: Hiroshima klingt es gar nicht mitfühlend zurück: Ja, Hiroshima! Die hilflosen Völker und die Toten in Asiens brechen aus in einen Schrei der Empörung über alles, was ihnen geschah Damit mir sanft zur Antwort wir: Ja, Hiroshima! wenn ich sage: Hiroshima müssen endlich die Waffen fort die lang schon fort sein sollten müssen die Stützpunkte auf fremder Erde verschwinden Bis zu diesem Tag bleibt Hiroshima eine Stadt bitteren Mißtrauens und Grauens bleiben wir von den verborgenen Strahlen gebrandmarkte Paria Damit man mir sanft und mitfühlend erwidert Ja, Hiroshima! wenn ich sage: Hiroshima müssen wir unsere schmutzigen Hände selber erst waschen. |

## Werke
- 1960 Auschwitz and Hiroshima: Concerning Literature of Hiroshima, In: Chugoku Shimbun
- 1967 Watashi wa Hiroshima shogen suru (私は広島を証言する, Ich bezeuge Hiroshima), Gedichte
- 1976 Hiroshima to iu toki (ヒロシマというとき, Wenn wir Hiroshima sagen), Gedichte
  - Kurihara Sadako: When We Say 'Hiroshima', Gedichte übersetzt von Richard H. Minear, Verlag Center for Japanese Studies, University of Michigan, 1999
- 1979 Mirai wa koko kara hajimaru (未来はここから始まる, Die Zukunft beginnt hier), Gedichte
- 1982 Kaku jidai dōwa (核時代の童話, Märchen des Atomzeitalters), Gedichte
- 1983 Kuroi Tamago (黒い卵, Das schwarze Ei), Gedichte – vollständige unzensierte Fassung, zensierte Erstfassung 1946[Anm. 6]

## Anmerkung
1. ↑  1932 umbenannt in Maki (真樹), Kyūjitai: (眞樹).
2. ↑  Schaarschmidt transliteriert den Vornamen abweichend mit Tadakazu.
3. ↑  Ihr Sohn Tetsuya stirbt 1934 an Unterernährung.
4. ↑  Gion-machi (祇園町) wurde 1972 in Hiroshima eingemeindet.
5. ↑  Tadaichi erkrankte 1980 an Bauchspeicheldrüsenkrebs und verstarb kurze Zeit später.
6. ↑  Die deutschen Titel entstammen der Übersetzung aus Aufschlussversuche, S. 128 Fußnote 1